# Équipe cycliste San Luis Somos Todos

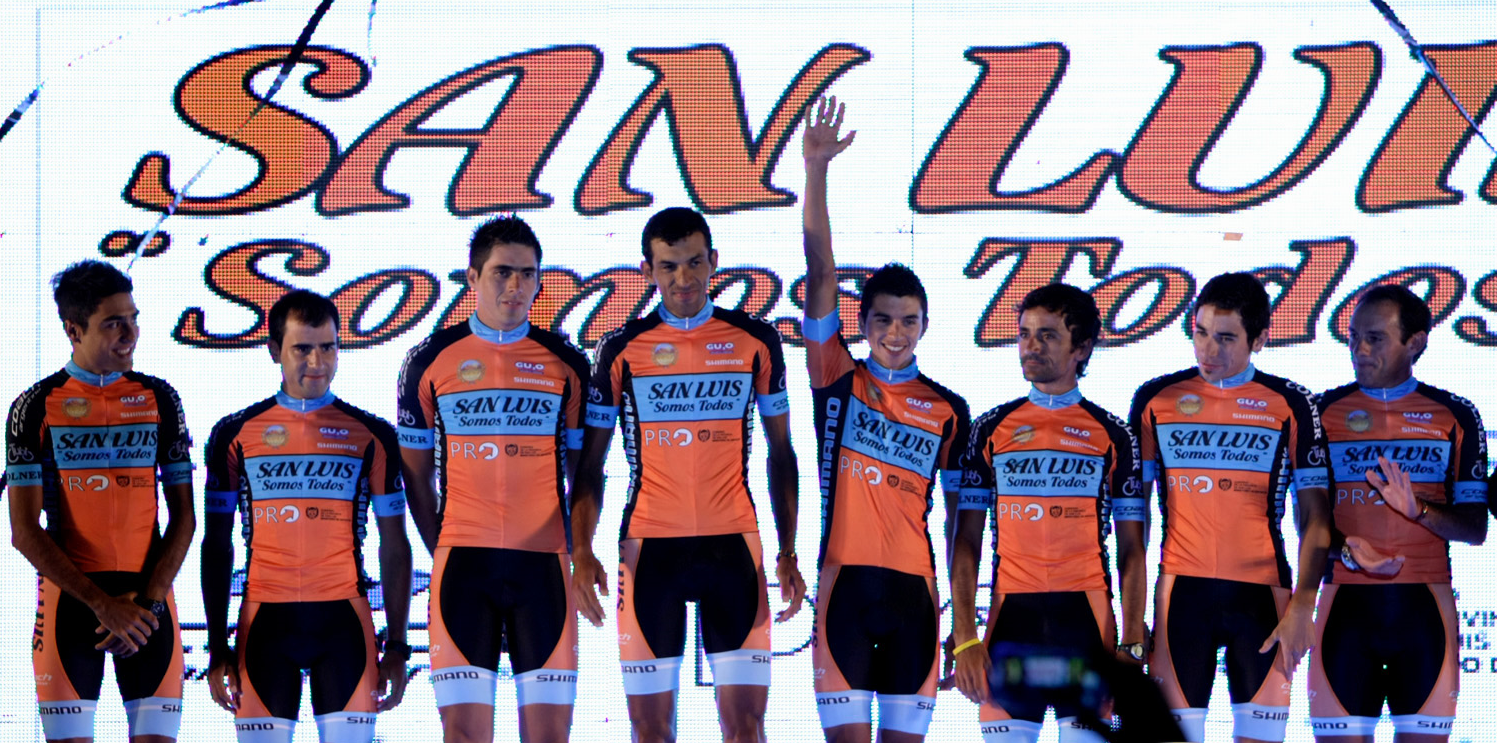
L'équipe en 2014.

L'équipe cycliste San Luis Somos Todos est une équipe cycliste argentine créée en 2012. Elle fait partie des équipes continentales jusqu'en 2016, date de sa disparition.

## Championnats nationaux
- Championnats d'Argentine sur route : 5
  - Course en ligne : 2014 (Daniel Díaz) et 2016 (Mauro Abel Richeze)
  - Contre-la-montre : 2013 (Leandro Messineo)
  - Course en ligne espoirs : 2013 (Cristian Martínez)
  - Contre-la-montre espoirs : 2012 (Cristian Martínez)

## Classements UCI
L'équipe participe aux circuits continentaux et principalement à des épreuves de l'UCI America Tour. Les tableaux ci-dessous présentent les classements de l'équipe sur les différents circuits, ainsi que son meilleur coureur au classement individuel.
UCI America Tour
| Saison | Classement par équipes | Meilleur coureur au classement individuel |
| ------ | ---------------------- | ----------------------------------------- |
| 2012   | 18e                    | Daniel Díaz (27e)                         |
| 2013   | 6e                     | Daniel Díaz (6e)                          |
| 2014   | 7e                     | Jorge Giacinti (32e)                      |
| 2015   | 32e                    | Mauro Abel Richeze (118e)                 |

## San Luis Somos Todos en 2016[6]

### Effectif
| Cycliste             | Date de naissance | Nationalité | Équipe 2015          |  |
| -------------------- | ----------------- | ----------- | -------------------- |  |
| Cristian Bertola     | 8 juillet 1997    | Argentine   |                      |  |
| Sergio Godoy         | 7 juillet 1988    | Argentine   | San Luis Somos Todos |  |
| Emanuel Guevara      | 7 février 1989    | Argentine   | San Luis Somos Todos |  |
| Alfredo Lucero       | 8 février 1979    | Argentine   | San Luis Somos Todos |  |
| Giuliano Mini        | 6 avril 1995      | Argentine   | San Luis Somos Todos |  |
| Josué Moyano         | 15 février 1989   | Argentine   | San Luis Somos Todos |  |
| Fernando Murgo       | 17 février 1985   | Argentine   | San Luis Somos Todos |  |
| Mauricio Quiroga     | 13 mars 1992      | Argentine   | San Luis Somos Todos |  |
| Mauro Abel Richeze   | 7 décembre 1985   | Argentine   | San Luis Somos Todos |  |
| Leonardo Sosa        | 29 mai 1992       | Argentine   | San Luis Somos Todos |  |
| Fernando Joel Torres | 21 mai 1994       | Argentine   | San Luis Somos Todos |  |

### Victoires
| Date       | Course                                            | Pays                   | Classe | Vainqueur          |
| ---------- | ------------------------------------------------- | ---------------------- | ------ | ------------------ |
| 5/03/2016  | 8e étape de la Vuelta a la Independencia Nacional | République dominicaine | 2.2    | Mauro Abel Richeze |
| 17/04/2016 | Championnat d'Argentine du contre-la-montre       | Argentine              | CN     | Mauro Abel Richeze |